# 218901 Gerdbuchholz
218901 Gerdbuchholz este un asteroid din centura principală de asteroizi.

## Descriere
218901 Gerdbuchholz este un asteroid din centura principală de asteroizi. A fost descoperit pe 10 martie 2007 la Wildberg de Rolf Apitzsch. Asteroidul prezintă o orbită caracterizată de o semiaxă mare de 3,08 ua, o excentricitate de 0,11 și o înclinație de 2,1° în raport cu ecliptica.